# シャンタル諸島

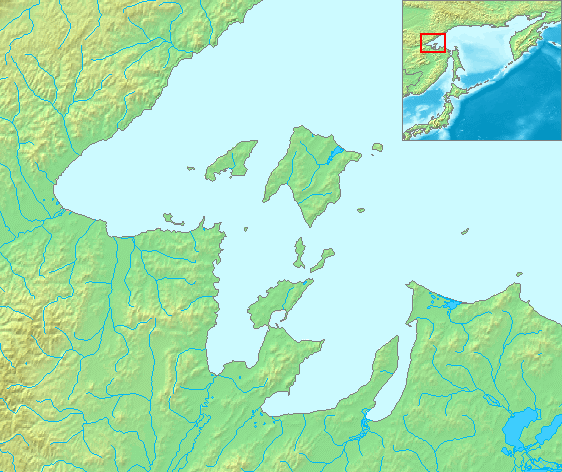
シャンタル諸島とその位置

シャンタル諸島（シャンタルしょとう、露：Шантарские острова）はオホーツク海西部にあるロシア領の諸島。行政区分としてはハバロフスク地方に属する。

## 概要
大小約15の島で構成され、地理的には外満洲の一部でもある。諸島の総面積は2,500平方キロメートル。諸島とロシア本土との最も近いところは4kmほどしか離れていない。諸島内の最大の島はボリショイ・シャンタル島であり1,766平方キロメートル・標高720mである。定住人口はない。
シャンタルという名前は、ニヴフ語由来である。

## 生物層

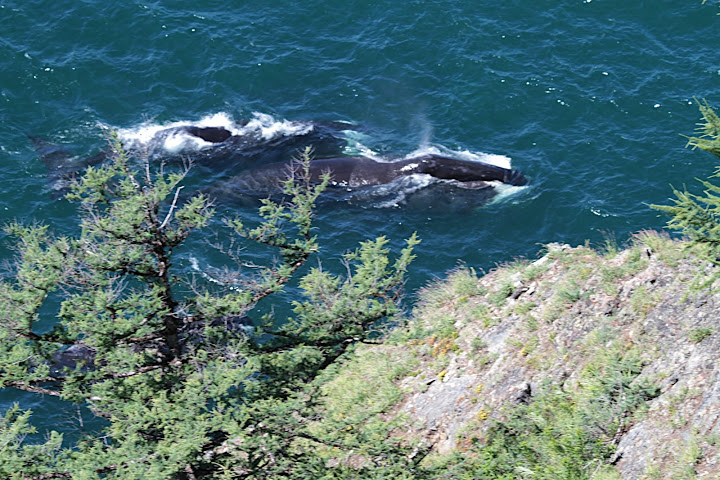
リンゴルム海峡で泳ぐホッキョククジラの一群。

「シャンタル諸島国立公園」が2013年に制定され、同年WWFー世界自然保護基金と国内外の保護研究者達の協力の下、同国内では初の鯨類保護区となる「マガダン州海洋生物保護区」も設立された。
保護区の名にふさわしく、非常に多様な生物層が見られ、陸海空の貴重な動物類が共存している。鳥類ではシマフクロウやオオワシ、シベリアライチョウやミサゴ、アオシギ、シロハヤブサ、アカエリカイツブリ、ナベコウ、エトピリカなど240種が確認されている。
ヒグマやアカギツネ、カリブーやトナカイ、クロテンをはじめとするテン属、ユーラシアカワウソなどの陸生哺乳類が、人間を恐れる事が少なく頻繁に海岸に寄ってくる。
磯にはアゴヒゲアザラシやゴマフアザラシ、ゼニガタアザラシ、トド、ラッコなどが休息し、流氷と共にクラカケアザラシが現れる事もある。また、人間の影響が少ないこの地では海岸から数m の距離にまで鯨類が接近してくる。ミンククジラやシャチ、ネズミイルカもよく見られるが、何よりも絶滅危惧な種類が頻繁に陸付近に現れる事が特徴である。これらはホッキョククジラ、セミクジラ、ニシコククジラ、ベルーガ等であり、どれもが極めて貴重である。陸上から観察する少人数制の観察事業も始まっている。
川ではチョウザメやサケ、マス科など数多くの魚類が見られる。

## 参照
1. ↑  Vladislav Raevskii. 2014年6月1日閲覧
2. ↑  w:Interfax. 2014 Govt establishes Shantar Islands National Park w:Russia Beyond The Headlines. 2014年6月2日閲覧